# GALPon MiniNo
GALPon MiniNo es una minidistribución de GNU/Linux que ofrece un sistema Debian GNU/Linux en Live CD instalable, especialmente optimizado para desenvolverse eficazmente en equipos antiguos con pocos recursos de hardware.
GALPon MiniNo está pensado para equipos con procesador compatible 386, 128 MiB de RAM y 2.5 GB de disco rígido, aunque se ha probado en equipos Pentium 117 MHz con 32 MiB de memoria RAM y solo 1 MiB de memoria de vídeo reproduciendo vídeos, en múltiples formatos, funcionando adecuadamente.
En agosto de 2014, fue liberada la versión 2.1, después de casi dos años. 
Carga un 10% más rápida e incluye las últimas versiones de casi todas las aplicaciones que traía la versión 2.0. 
No obstante, pesa casi 850 megas, y es 200 megas más pesada que la versión 2.0. 
Claro, trae la nueva versión de LibreOffice, la 4.2.
Si bien el equipo desarrollador de MiniNo había anunciado en el foro oficial de la web que liberarían una siguiente versión, esta no llegó a ver la luz debido a varios factores, entre los que se destacan; la falta de personal para desarrollarla, y las diferentes complicaciones que generaban las actualizaciones de Wayland y Systemd para mantener el nivel requerido en la distribución, dejando que el proyecto finalmente cesara su desarrollo. Sin embargo, el equipo desarrollador dejó claro en su comunicado la posibilidad de colaborar en el proyecto si había un interés por continuarlo.

## Historia

### Origen
A finales de 2006, el sistema operativo Guadalinex Mini cambió su base en Debian GNU/Linux por la de Ubuntu. Una parte importante de la comunidad del proyecto consideró el cambio desacertado, pues aumentaba el consumo de recursos con respecto a la versión anterior del sistema. Ante esta situación Antonio Sánchez ─conocido dentro de la comunidad como “guadafan”─ comenzó a desarrollar por su cuenta “MiniNo” ─de Mini No oficial─, una distribución completamente independiente con Debian GNU/Linux como base.
Por aquel entonces, los ordenadores reciclados provenientes de la Universidad de Vigo (Grupo de Reciclaxe informático da Universidade de Vigo, GRUVI) utilizaban como sistema operativo Guadalinex Mini 2004. Los coordinadores del área de software del GRUVI, miembros de GALPon (Grupo de Amigos de Linux de Pontevedra), tampoco consideraron acertado el nuevo rumbo que había tomado la distribución de la Junta de Andalucía, por lo que uno de sus miembros, Miguel Bouzada, comenzó también a desarrollar una distribución con base Debian y que mantuviese la ligereza necesaria para soportar los ordenadores del GRUVI y software al día: “GALPon Mini”.
Entre finales de 2006 y principios de 2007 Antonio y Miguel empezaron a trabajar en sus respectivos proyectos, hasta que en entre abril y mayo de ese año se pusieron en contacto y, al ver que sus objetivos e ideas apuntaban en una misma dirección, aunaron esfuerzos para desarrollar la distribución GALPon MiniNo.

### Desarrollo
Durante el desarrollo, se buscó combinar un núcleo lo más ligero posible, herramientas de bajos requisitos con las máximas prestaciones posibles, un escritorio estéticamente amigable, y unos requisitos de hardware y consumo mínimos. Así mismo, se buscó que el sistema tuviese las traducciones al castellano y al gallego completas.
GALPon MiniNo introdujo la posibilidad de trabajar con el formato ODF mediante la última versión de Abiword. Para la gestión de las ventanas se utilizó IceWM, y ROX-Filer para la gestión de ficheros y el escritorio. Además, muchas de las herramientas utilizadas tenían las traducciones al castellano y al gallego incompletas ─especialmente las de este último─, y también había bastantes que no estaban tan siquiera internacionalizadas ─no se podían traducir─, por lo que durante el desarrollo del sistema también se realizaron intensos trabajos de internacionalización y localización.
El resultado de los esfuerzos se vio recompensado en octubre de 2008 con la publicación de la primera versión de GALPon MiniNo, la 1.0, que tuvo por nombre en clave “Málaga” para su edición en castellano y “Ronsel” para la edición en gallego. La versión 1.1, de corrección de errores, vio la luz poco después. Paralelamente se publicó una versión destinada a la gestión de ONG, sólo con software libre, bajo el nombre de MiniNo GestiONG.
En estos momentos[¿cuándo?] el equipo de desarrollo está trabajando activamente en el desarrollo de la siguiente versión de la distribución, la 1.2, con nombre en clave “Alguadaira”, que probablemente será publicada a finales de verano del 2010. Los cambios con respecto a la versión anterior son muchos, pero se ha optado por reservar la nomenclatura «2.x» para la versión de GALPon MiniNo que ya se está desarrollando sobre la versión “Squeeze” de Debian GNU/Linux.
Entre las funcionalidades de Alguadaira, cabe destacar la elección de idioma desde el propio instalador ─Málaga y Ronsel instalaban el sistema en castellano y gallego, respectivamente─, la detección automática de otros sistemas operativos de la máquina permitiendo arranque dual, o el arranque automático sin contraseña por defecto.

## Motivación
La motivación para el desarrollo de esta distribución puede encontrarse en los beneficios que aporta tando a nivel medioambiental como a nivel social. A nivel medioambiental, la distribución permite alargar la vida de los ordenadores bastantes años y con ello conservar los recursos naturales y reducir la polución. A nivel social, la reutilización de ordenadores permite que personas u organizaciones con pocos recursos no tengan que invertir en la adquisición de nuevos ordenadores.
Además, las alternativas privativas que podrían cubrir este tipo de necesidades, es decir, funcionar en las máquinas antiguas o con pocos recursos, están por regla general obsoletas. Tienen el problema de que su software está excesivamente anticuado, hasta el punto de que en ocasiones no permiten la correcta visualización de simples páginas web o no disponen de las necesarias actualizaciones de seguridad. Así mismo, son incompatibles con todo tipo de hardware más reciente, lo que limita aún más su utilidad.

## Instalación
Como casi cualquier distribución de GNU/Linux, GALPon MiniNo puede ejecutarse desde el propio medio de instalación, o instalarse en el sistema. El medio de instalación puede ser un CD, un DVD o un dispositivo USB. Así mismo, existen imágenes VDI para utilizar la distribución en una máquina virtual de VirtualBox. Sin embargo, se debe tener en cuenta que la imagen Iso de MiniNo ocupa 1Gb.